# مسجد جامع دستجرد
مسجد جامع دستجرد مربوط به دوره صفوی است و در شهرستان شاهرود، روستای دستجرد واقع شده و این اثر در تاریخ ۳۰ تیر ۱۳۸۴ با شمارهٔ ثبت ۱۲۲۷۳ به‌عنوان یکی از آثار ملی ایران به ثبت رسیده است.